# Thorwald Proll
Thorwald Proll (Kassel, 1941. július 22. –) író, a Vörös Hadsereg Frakció szélsőbaloldali terroristaszervezet tagja és az 1960-as évek diákmozgalmainak résztvevője.
1968. április 2-án Andreas Baader, Horst Söhnlein és Gudrun Ensslin társaságában, a vietnámi háború elleni tiltakozásként felgyújtott két áruházat Frankfurtban. Két nappal később mindannyiukat elfogták, és három évi börtönbüntetésre ítélték. 1969 júniusában feltételesen szabadlábra kerültek, de novemberben az eljáró bíróság úgy döntött, hogy ismét őrizetbe kell kerülniük. Horst Söhnlein engedelmeskedett, a többiek Franciaországba menekültek, ahol a radikális baloldali újságíró, Régis Debray házában rejtőztek.
Thorwald Proll testvére, Astrid is csatlakozott a formálódó Vörös Hadsereg Frakcióhoz. Proll 1970-ben elfordult a szervezettől, és az Egyesült Királyságba távozott. 1970. november 21-én Berlinben feladta magát a hatóságoknak. A börtönből 1971 októberében szabadult. Dolgozott pincérként, eladóként. 1978-ban Hamburgba költözött, íróként, költőként, könyvkereskedőként él.

## Fordítás
- Ez a szócikk részben vagy egészben  a   Thorwald Proll című angol Wikipédia-szócikk ezen változatának fordításán alapul.  Az eredeti cikk szerkesztőit annak laptörténete sorolja fel. Ez a jelzés csupán a megfogalmazás eredetét és a szerzői jogokat jelzi, nem szolgál a cikkben szereplő információk forrásmegjelöléseként.